# Die Todesreiter
Die Todesreiter (OT: The Desperados) ist ein Western, den Henry Levin 1968 nach einer Story von Clarke Reynolds inszenierte. Deutsche Erstaufführung war am 28. Februar 1969.

## Handlung
Josiah Galt und seine Söhne treffen auf eine Bande Gesetzloser, die auf einem Beutezug sind, und schließen sich ihnen an; in der Uniform der Konföderierten ziehen sie von nun an durch die Gegend; David allerdings geht eigene Wege und beginnt mit Frau und Kind ein neues Leben. Die Dinge entwickeln sich für ihn und seine Familie prächtig. Eines Tages jedoch wird er von seinen eigenen Verwandten und den Banditen überfallen, seine Frau getötet und sein Sohn entführt. Mit Hilfe des örtlichen Sheriffs macht sich David an die Verfolgung der Bösewichter und kann sie stellen; am Ende besiegt er seinen eigenen Vater im Showdown.

## Kritik
Das Lexikon des internationalen Films analysiert bei diesem „Western sehr rauher Machart“: „Die innerhalb der Handlung unmotivierten Brutalitäten lassen sich allenfalls produktionsbedingt erklären: offensichtlich sollte der Film gegenüber den damaligen Italo-Western konkurrenzfähig sein.“
Die New York Times urteilte: „Als reines Action-Abenteuer ist der Film ziemlich schlampig; es gibt aber auch Momente von realer Schönheit. Über allem liegt ein Hauch von dem Verderben gewidmeter Leidenschaft“.
Der Evangelische Filmbeobachter hält nicht viel von dem Streifen: „Ein einfallsloser Western, der Mord, Plünderung und Vergewaltigung zum Schauobjekt macht.“

## Bemerkungen
Der Film wurde als B-Film zu The comic in amerikanische Kinos gebracht. Er wurde mit einer kleinen spanischen Beteiligung finanziert.